# Drentsche Stoomboot Maatschappij

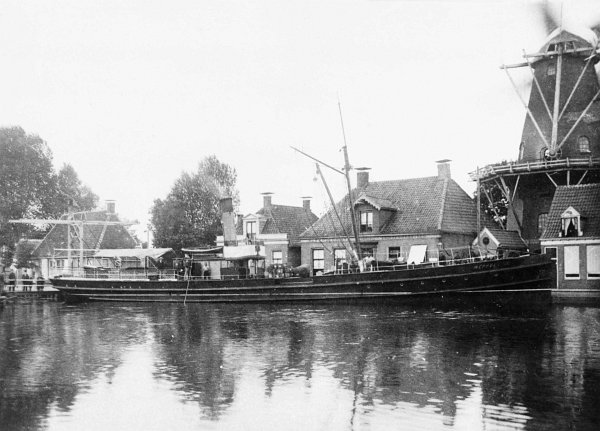
De Meppel I van Rederij Verschure, voordien van de Drentsche Stoomboot Maatschappij ligt aan de Sluisgracht te Meppel.

De Drentsche Stoomboot Maatschappij was een regionale vervoerder in Oost-Nederland tussen 1877 en 1950. Met stoomschepen onderhield het bedrijf vracht- en passagiersdiensten van en naar Assen, Meppel, Groningen, Zwolle en Amsterdam.

## Oprichting
De NV Drentsche Stoomboot Maatschappij werd op 20 april 1877 opgericht door Drentse zakenlieden en welgestelden. De reder Egbert Beijer bracht zijn Drentsche en Overijsselsche Schroefstoombootdienst in en werd grootaandeelhouder. De nieuwe onderneming continueerde de dienstregeling van Beijer tussen Assen en Zwolle en onderhield ook nog trekschuiten op de trajecten Assen-Veenhuizen en Assen-Meppel. Hoofddoel was echter het starten van een dienst tussen Meppel en Amsterdam, over de Zuiderzee. In augustus van 1879 bracht de D.S.M. de schroefstoomboten Meppel I en Meppel II in de vaart, waarmee de dienst op de hoofdstad werd geopend. De boten vertrokken om negen uur 's morgens uit Meppel en Amsterdam en kwamen rond vier uur 's middags in de andere haven aan.

## Groei
Vervolgens breidde de D.S.M. steeds verder uit, met diensten tussen Meppel en Zwolle (1879) en Steenwijk-Zwolle (1880). In 1890 werd de Meppel III in de vaart gebracht, voor een dienstregeling tussen Meppel, Zaandam en Alkmaar. In 1896 werden de door Beijer ingebrachte stoomboten afgevoerd en vervangen door de nieuwe schroefstoomschepen Assen I en Assen II. Twee jaar later bracht de rederij haar eerste motorschip in de vaart, de Motor I. Daarna volgden er nog meer, tot en met de Motor XI.

## Einde
In 1902 werden de diensten op Holland, met de schepen Meppel I, II en III, verkocht aan de rederij Verschure & Co. in Amsterdam. De binnendiensten bleven in handen van de D.S.M. In de decennia hierna opende de rederij diensten met vrachtwagens en nam zij gaandeweg afscheid van de stoomschepen. Concurrentie van het vervoer over de weg en per spoor zorgden ervoor dat de rederij in moeilijkheden kwam. Zij zocht aansluiting bij andere vervoerders, maar slaagde daarin niet. Na de Tweede Wereldoorlog was de situatie dermate verslechterd dat de maatschappij haar diensten in 1950 moest staken. De onderneming werd in 1952 geliquideerd. De straatnaam Stoombootkade in Meppel is nog een herinnering aan de plaats waar de schepen aanlegden.